# Powązki (Varsovie-ouest)
Pour les articles homonymes, voir Powązki.
Powązki [pɔˈvɔ̃ski] est un village polonais, situé dans le powiat de Varsovie-ouest et dans la voïvodie de Mazovie dans le centre-est de la Pologne.
Il se situe à environ 5 kilomètres à l'ouest de Leszno, 20 kilomètres à l'ouest d'Ożarów Mazowiecki (chef-lieu) et à 33 kilomètres à l'ouest de Varsovie.
Le village a une population de 228 habitants en 2021.